# أندرو بريدينباخ للبحث البيئي

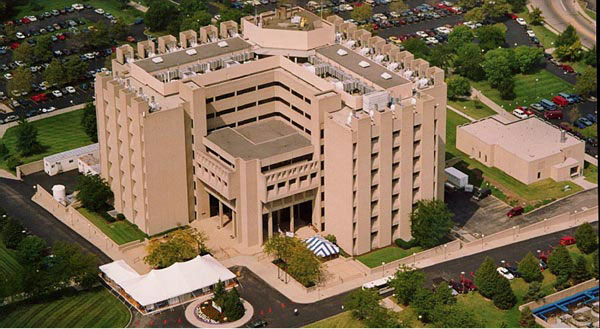
مركز أندرو دبليو بريدنباخ للبحوث البيئية

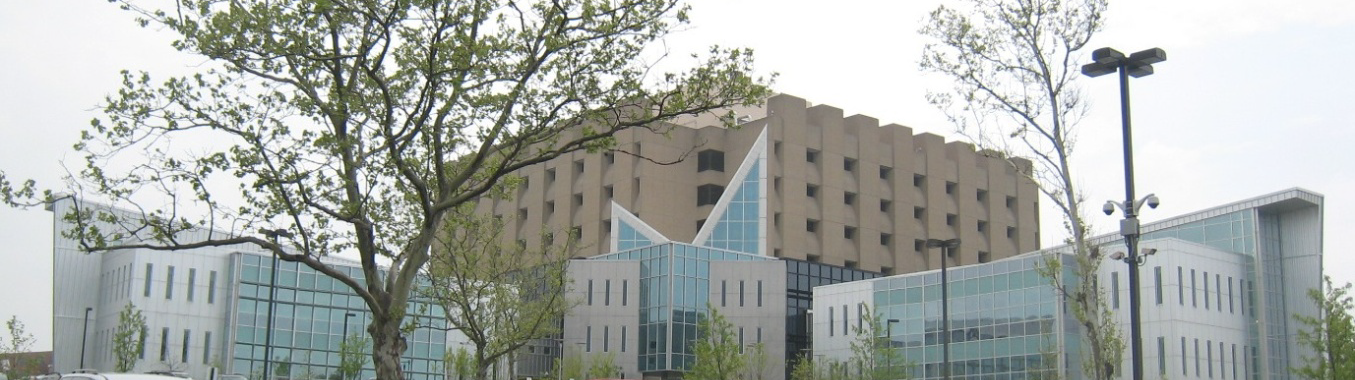
الجزء الخلفي من المبنى ، ويظهر الملحق 1 والملحق 2

مركز أندرو بريدينباخ للبحث البيئي المتواجد في مدينة سينسيناتي يعد ثاني أكبر منشأة للبحث والتطوير في وكالة حماية البيئة الأمريكية. حيث أنه يختص في أبحاث المياه والمعالجة البيولوجية والطرائق المحد ّة من التلوث.

## التاريخ

### الخلفية

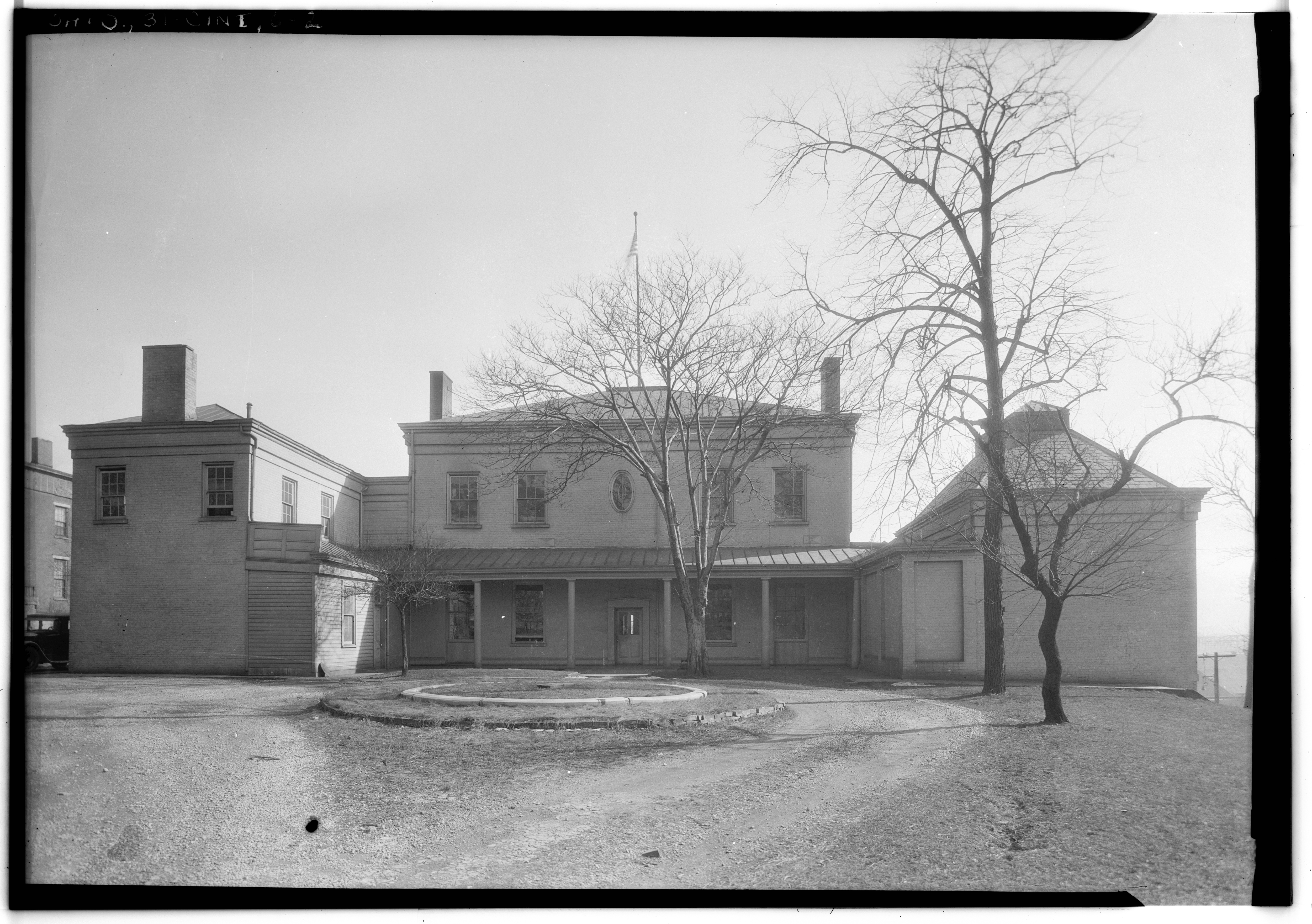
كان مستشفى سينسيناتي قصر تم تحويله واصبح ، أول منزل لمختبر الصحة البيئية ومن ثم اصبح مركز بريدنباخ.

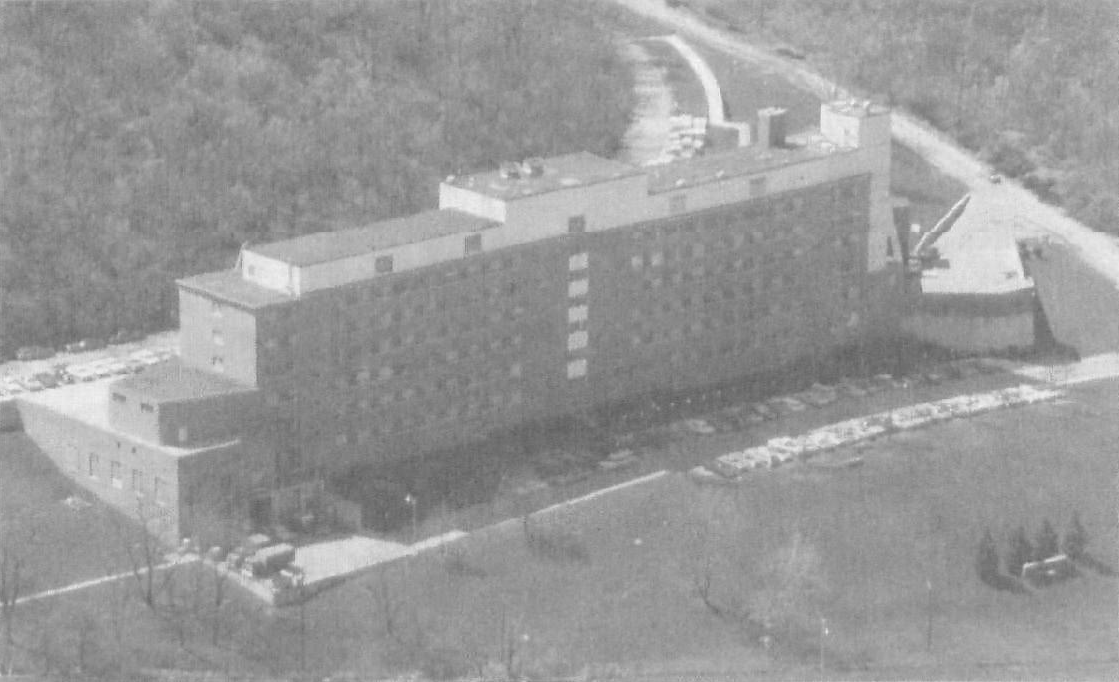
انتقل مختبر الصحة البيئية إلى مركز روبرت أ.تافت الجديد في عام 1954. وسيشغل هذا المبنى لاحقًا المعهد الوطني للسلامة والصحة المهنية

مستشفى سينسيناتي البحري الأول كان في السابق قصرًا، وفيما بعد أصبح مختبرًا للصحة البيئية التي تتطلع لجعله ِ مركزًا رئيسيًا لأندروبريدينباخ.في سنة 1954 تم نقل مختبر الصحة البيئية إلى مركز روبرت أ.تافت والذي سيكون مسؤول عنه في سنة 1976 المعهد الوطني للسلامة والصحة مهنية بعد أن يتخلى عنه فريق EPA (وكالة حماية البيئة الأمريكية).منذ خمسينات القرن التاسع عشر كان المنهج المُسار عليه في مركز البحوث البيئية مستمد من أنشطة خدمة الصحة العامة الأمريكية) (PHS في سينسيناتي. وتم تأسيس المستشفى البحري المُعتبر مركزاً للبحوث البيئية في مدينة سينسيناتي في عام 1882، في قصر كليجور السابق والذي بنيّ فيما يقارب سنة 1815 على يد ديفيد كليجور. في عام 1905، أُغلق المُستشفى لكن تم إعادة فتحهُ ليكون محطة إستقصاء ميداني لبحوث التلوث المائي، وذلك طبقا لقانون خدمة الصحة العامة. سُمي في البداية محطة إستقصاء مجرى التلوث، والذي ركز على التنقية الطبيعية لمياه الصرف الصحي وأنظمة معالجة المياه.وفي سنة 1949 أُعيد تسمية للأسم الحديث ألا وهو مركز الصحة البيئية التابع ل (PHs) وتوسع مداركهُ ليركز على التلوث الهوائي والصناعي والكيميائي بالإضافة إلى أبحاث الصحة الإشعاعية.
في عام 1954 إنتقل إلى مركز روبرت أ.تافت للهندسة الصحية والذي تم بناؤه حديثًا.والذي كان دامجًا لسبعة مواقع تابعة ل (PHS)وسمي مركز ربورت أ.تافت نسبتًا للمتوفي السيناتور ربورت أ.تافت.والذي كان يشرف على 200 موظف في مركزه.واعتباراً من عام 1964 نما المركز ليصبح مشرفا على 1000 موظف منتشرين في 10 مواقع في سينسيناتي.ولكن قسم الصحة المهنية PHS)) لم يكن جزءاً من المركز بل كان مبنى منفصلاً لوحدة.
فيما بعد تم تحويل إدارة المركز ليصبح تحت طائلة الإدارة الفيدرالية لجودة المياه في وزارة الداخلية سنة 1966.
وفي سنة 1970 نُقل مرة أخرى ليصبح تحت مسؤولية وكالة حماية البيئة المنشأة حديثا (EPA).

## المبنى الحديث
عند انشائها استطاعت وكالة حماية البيئة أن تورث 84 موقعا منتشرا في 26 ولاية، وكانت مجزئة إلى مواقع 42 منها مختبرات.وقامت الوكالة بجمع مختبراتها في 22 موقعًا وجعلت كل من سينسيناتي و Research triangle park ولاس فيقاس وأوريغون وكورفاليس مواقع رئيسة لاقامت ابحاثها وفي عام 1978 تم افتتاح مركز اندروبريدنباخ الجديد للبحوث البيئية، والذي تكون من عشرة طوابق أقيمت على مساحة 22 فدانا.ويعود اسم المركز إلى مساعد مدير وكالة حماية البيئة للمياه والمواد الخطرة المعروف باسم (اندروبريدنباخ) المتقاعد منها مؤخرًا.وقامت الوكالة باخلاء مركز تافت الذي تسلمه المعهد الوطني للسلامة والصحة المهنية
بعد عام 1987 لم يكن هناك مختبر كاملاً يختص بالمواد شديدة الخطورة.ولذلك تم إنشاء مختبر مستقل كاملاً للبحوث المطلوبة مكون من طابق واحد في الولايات المتحدة آن ذاك.تم إنشاء مجمع يحتوي على ملحقين: الملحق الأول كان مكون من ثلاثة طوابق بمساحة مكتبية خصص ليكون مركزًا لتنمية الطفل في الثمانينات وتم اعتمتاده وافتتاحه سنة 2004 بينما الملحق الثاني تم بناؤه وفق معايير Leed Gold وكان مقسم إلى جناحين: شمالي والذي افتتح عام 2007 وغربي تم افتتاحه في سنة 2008 ووصل عدد الموظفين في المجمع إلى 894 موظفا.